# DGCR8
DGCR8‏ (DGCR8, microprocessor complex subunit) هوَ بروتين يُشَفر بواسطة جين DGCR8 في الإنسان. في الحيوانات الأخرى، وخاصة الكائنات النموذجية الشائعة مثل همجة الأبحاث والربداء الرشيقة، يُعرف البروتين باسم باشا (شريك دروشا). وهو مكون مطلوب لمسار تدخل الحمض النووي الريبي.

## الوظيفة
تقع الوحدة الفرعية DGCR8 في نواة الخلية، وهي ضرورية لمعالجة الرنا الميكروي (miRNA). ترتبط بالوحدة الفرعية الأخرى Drosha، وهي إنزيم RNase III، لتكوين مُركّب المعالج الدقيق الذي يشقّ نسخةً أوليةً تُعرف باسم pri-miRNA إلى بنيةٍ جذعيةٍ حلقيةٍ مميزة تُعرف باسم pre-miRNA، والتي تُعالج بدورها إلى شظايا miRNA بواسطة إنزيم دايسر. تحتوي DGCR8 على مجال ربط RNA، ويُعتقد أنها ترتبط بـ pri-miRNA لتثبيته ليتمكن Drosha من معالجته.
يُعدّ DGCR8 ضروريًا أيضًا لبعض أنواع إصلاح الحمض النووي. تعتمد إزالة نواتج الحمض النووي الضوئية الناتجة عن الأشعة فوق البنفسجية، أثناء إصلاح استئصال النوكليوتيدات المقترن بالنسخ (TC-NER)، على فسفرة JNK لـ DGCR8 على السيرين 153. وبينما يُعرف عن DGCR8 دوره في التكوين الحيوي للحمض النووي الريبي الدقيق، فإن هذا النشاط غير مطلوب لإزالة نواتج الحمض النووي الضوئية الناتجة عن الأشعة فوق البنفسجية المعتمدة عليه.[1] كما يُعدّ إصلاح استئصال النوكليوتيدات ضروريًا لإصلاح تلف الحمض النووي التأكسدي الناتج عن بيروكسيد الهيدروجين (H2O2)، والخلايا التي تعاني من نقص DGCR8 حساسة لبيروكسيد الهيدروجين (H2O2).